# Angela Nagle
Angela Nagle, född 1984 i Houston i Texas, är en irländsk skribent och debattör, bosatt i New York. Hon har blivit uppmärksammad för sin bok Kill all normies: the online culture wars from Tumblr and 4chan to the alt-right and Trump som ger en inblick i det amerikanska kulturkriget på nätet.

## Biografi
Nagle föddes i Houston i Texas och växte sedan upp i Dublin i Irland. Hon disputerade 2015 vid Dublin City University med avhandlingen An investigation into temporary online anti-feminist movements, som analyserar olika antifeministiska nätkulturer.
Hennes bok Kill All Normies: Online Culture Wars from 4chan and Tumblr to Trump and the Alt-Right diskuterar internets betydelse för uppkomsten av alt-right- och incel-rörelserna. Hon beskriver alt-right-rörelsen som en motkultur av unga män som nonchalerar tabun om rasism och sexism. Även om många unga människor i alt-right-rörelsen helt enkelt började som nättroll hävdar hon att rörelsen utvecklats till något mycket mer allvarligt. Nagle stödjer identitetspolitiska resonemang, men menar att vissa på vänsterkanten har bidragit till uppkomsten av alt-right genom sin uttalade "wokeness", som medför ett slags åsiktscensur och sammangaddning mot meningsmotståndare.
Boken fick många positiva omnämnanden, och bidrog till att Nagle blivit engagerad som kommentator kring ämnet "kulturkrig på nätet". Kolumnisten Ross Douthat(en) vid The New York Times lovordade Nagle's "portrait of the online cultural war". En annan New York Times-skribent, Michelle Goldberg(en), skrev att Kill All Normies hade "fångat och beskrivit detta fenomen". Novellförfattaren George Saunders räknade upp Kill All Normies som en av sina tio favoritböcker. TV-dokumentären Trumpland: Kill All Normies(en) baserades på Nagle's bok.
I maj 2018 kritiserade The Daily Beast(en) Nagle för bristande hantering av källor genom att bland annat inte ange sina källor och i stor utsträckning förlita sig på Wikipedia och RationalWiki. Nagle och hennes förläggare bemötte och avvisade anklagelserna, och The Daily Beast ändrade några formuleringar.